# Jirón Puno
El jirón Puno es una calle importante del Damero de Pizarro, ubicada en el centro histórico de Lima, de la ciudad de Lima, capital del Perú. Comienza en el jirón de la Unión y continúa hasta llegar al jirón Lorenzo de Vidaurre en Barrios Altos. Lo continúa el jirón Moquegua hacia el oeste.

## Historia
El camino que hoy constituye la calle fue trazado por Francisco Pizarro cuando fundó la ciudad de Lima el 18 de enero de 1535. En 1862, cuando se adoptó una nueva nomenclatura urbana, la vía recibió el nombre de jirón Puno, en honor al departamento homónimo. Antes de este cambio de denominación, cada cuadra tenía un nombre único:
- Cuadra 1: Bejarano, hasta 1862, conocida posteriormente como de Mantequería de Boza, esta última en honor a la cremería explotada por la familia noble del mismo nombre.[1]
- Cuadra 2: Pregonería (Vieja), después del pregón allí ubicado.[2]
- Cuadra 3: Azaña, en honor a la familia del mismo nombre.[3]
- Cuadra 4: Padre Jerónimo, en honor al fraile español Diego Cisneros, OSH, que en España había sido confesor de María Luisa de Parma.[4]
- Cuadra 5: Juan Valiente (Santa Teresa), posterior al convento del mismo nombre, inaugurado el 21 de noviembre de 1696, y suprimido por su escaso número de monjas, que fueron trasladadas al cercano Monasterio del Carmen Alto.[5]
- Cuadra 6: Santa Catalina, tras la plazuela y monasterio del mismo nombre.[6]
- Cuadra 7–14: Chirimoyo, en honor al huerto del mismo nombre.[7]
- En la calle se ubican edificios como la sede de la Sociedad Geográfica de Lima[8] y del Hospital Nacional Dos de Mayo. También ha albergado a los presidentes del Perú José de la Riva-Agüero, Guillermo Billinghurst[9] y José Pardo y Barreda.[10]
- En 2015, un incendio quemó una casa de dos pisos ubicada en la cuarta cuadra de la calle.[11] Un evento similar ocurrió en 2016.[12] También se han producido varios incendios en la cercana Mesa Redonda, en particular el de 2001, y el más reciente a fines de 2023.[13]